# Marwitzia polystidzalis
Marwitzia polystidzalis là một loài bướm đêm trong họ Crambidae.